# Casa Sardà (Manlleu)
La Casa Sardà és un edifici del municipi de Manlleu (Osona) que forma part de l'Inventari del Patrimoni Arquitectònic de Catalunya.

## Descripció
És un edifici de planta baixa i dos pisos. La planta baixa està adaptada al comerç i s'hi troben els diversos accessos als habitatges dels dos pisos. Al primer pis, les obertures són balcons, als trams centrals, i finestres, a l'espai central. Totes aquestes obertures estan decorades ressaltant les llindes amb relleus d'elements vegetals. Al segon pis, destaquen les obertures d'arc de mig punt a manera de galeria, amb balustres, que substitueixen la idea de l'antiga porxada.

## Història
Aquest edifici correspon a l'onada constructiva de finals del segle xix i principis del segle xx, que transformà la majoria d'edificis dels segles XVI al xviii de Manlleu, en cases unifamiliars per als industrials, o en cases plurifamiliars pels treballadors adinerats. Coincideix amb la instal·lació de les primeres fàbriques a les vores del riu Ter que substituïren el treball a domicili dirigit pels paraires, ara fabricants, que invertiren els seus beneficis en la construcció.